# Steak au poivre
Steak au poivre of pepersteak is een Frans gerecht dat bestaat uit een biefstuk, bij voorkeur een filet mignon, die bedekt wordt met gebroken peperkorrels en vervolgens wordt gegaard. De peperkorrels vormen een korst op de biefstuk en de prikkelende smaak zorgt voor een complementair (aanvullend) contrast met de rijke smaak van het rundvlees.

## Bereiding
De korst van de peperkorrels wordt gemaakt door het vlees op een bedje van gebroken zwarte (of gemengde) peperkorrels te leggen. Meestal wordt het vlees aangebraden in een hete koekenpan met een kleine hoeveelheid boter.
Het vlees wordt op een hoge temperatuur dichtgeschroeid om de buitenkant snel te garen en de korst te vormen, terwijl de binnenkant rare tot medium rare blijft. Hierna moet het vlees enkele minuten rusten.
Het gerecht wordt vaak geserveerd met een pepersaus, bestaande uit gereduceerde cognac, room en de aanbaksels die achterbleven na het bakken van het vlees. Als laatste wordt de saus gemonteerd met kleine klontjes koude boter.